# Диоскуриада
Диоскуриа́да (Диоску́рия) (греч. Διοσκουριάδα (Διοσκουριάς), лат. Dioscurias) — старейшая древнегреческая (милетская) колония на Черноморском побережье Кавказа. Известна с VI века до н. э.

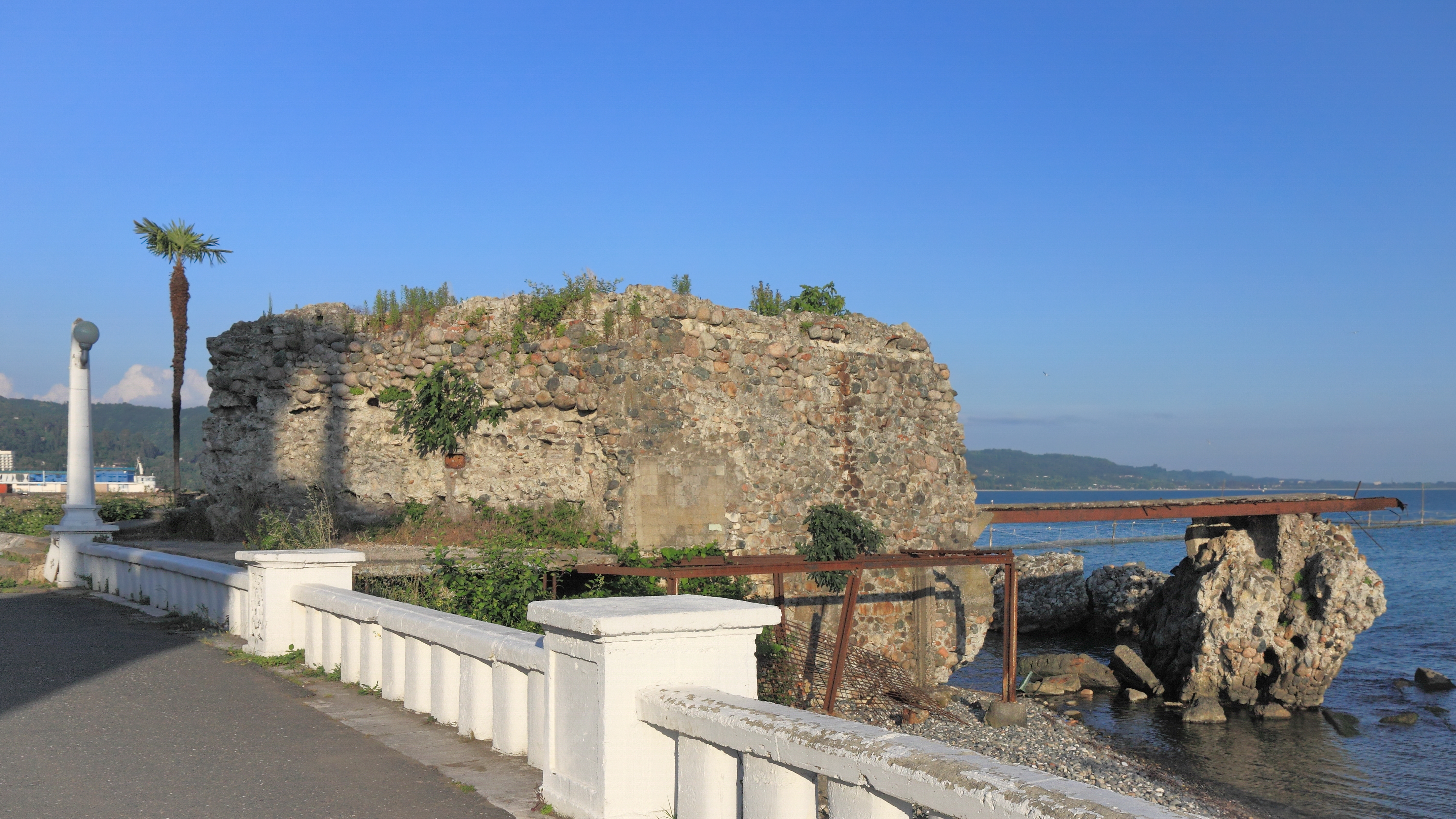
Руины античной Диоскурии

Предположительно Диоскуриада располагалась в центре нынешнего города Сухум, столицы Абхазии, большей частью на дне Сухумской бухты, между устьями рек Адзапш и Басла. Скилак упоминает Диоскуриаду в параграфе Колхи:

 «81. КОЛХИ. А за этими колхи и полис Диоскуриада, и греческий полис Гиэнос, и река Гиэнос, и река Херобий, река Хоре, река Арий, река Фасис и греческий полис Фасис, и дорога вверх по реке 180 стадиев в большой варварский город, откуда была Медея; там есть река Рис, река Йсис, река Лайстов, река Апсар».

## Этимология
По книге Помпония Мелы «О положении Земли» Диоскуриаду основали Кастор и Поллукс, также называемые Диоскурами (др.-греч. Διόσ-κοροι или Διόσκουροι — Диоскуры, «Отроки Зевса»), отчего и произошло название города.

## История
После разрушения колонии на её месте существовал римский город и крепость Себастополис. Археологи установили:
- Город процветал до III века н. э., однако с IV века начался упадок;
- Крепость использовалась до VI века.
- Развалины города и крепости находятся теперь на дне Сухумской бухты.

1892 год — В. И. Чернявский нашёл обломок плиты с надписью, подтвердившей пребывание в городе римского легата Флавия Арриана.

## Население
Население города, как и всех эллинских колоний, было исключительно греческим. Но, колонии строились недалеко от проживавших местных народов с целью ведения с ними торговли.
Страбон в своей книге «География» писал:

«К числу народностей, которые сходятся в Диоскуриаду, принадлежат и фтирофаги, получившие это имя от своей нечистоплотности и грязи. Поблизости живут и соаны, которые ничуть не уступают им в смысле неопрятности, но превосходят могуществом, и, быть может, они почти что самые воинственные и сильные из всех. Во всяком случае, они господствуют над всеми народностями вокруг них, занимая вершины Кавказа, возвышающиеся над Диоскуриадой… В их стране, как передают, горные потоки приносят золото, и варвары ловят его решетами и косматыми шкурами. Отсюда, говорят, и возник миф о золотом руне… Прочие народности, живущие около Кавказа, занимают скудные и незначительные пространства земли; напротив, албанские (имеются в виду кавказские албанцы — АВТ.) и иберийские племена, которые занимают большую часть вышеупомянутого перешейка, можно, пожалуй, также назвать кавказскими племенами. Они владеют плодородной землёй и могут развить хорошее хозяйство».

## История исследований
Краткая история исследований Диоскуриады, составленная Ю. Н. Вороновым:
- 1712 год — французский путешественник Обри де ла Мотрэ, видевший несколько колонн и «изуродованную голову статуи», купил у местных жителей несколько «медалей», из которых одна отчеканена в Диоскуриаде.
- 1833 год — французский путешественник Ф. Дюбуа де Монпере составил описание исторического прошлого Пицунды, Псырцхи, Сухума, Гагры с применением античных письменных источников.
- 1870 год — В. И. Чернявский
  - выполнил сбор археологических материалов в окрестностях Сухума, из раннеантичных могильников на Сухумской горе;
  - впервые выдвинул мысль о том, что древняя Диоскурида находилась в районе нынешнего Сухума;
  - совместно с Р. Пренделем проследил остатки сооружений на дне Сухумской бухты;
  - опубликовал первые сведения о более чем 60 археологических и исторических памятниках Абхазии.
- 1869 год — профессор А. Н. Введенский
  - в местности Хуап исследовал каменные гробницы, в которых была найдена керамика, золотые и железные предметы;
  - добавил 20 памятников, до этого не обнаруженных В. И. Чернявским.
- 1872 год — археологические раскопки пытался проводить в замке Скурча (Сатамашо) поручик Шишков.
- 1886 год — Московское Археологическое общество, в лице В. И. Сизова :
  - выявило культурные слои V—III вв. до н. э. на берегу Сухумской бухты;
  - обследовало остатки средневекового города у крепости Баграта;
  - установило отсутствие следов Диоскуриды на Скурче, подтвердив теорию о нахождении колонии на территории современного Сухума.
- 1892 год — В. И. Чернявский нашёл обломок плиты с надписью, подтвердившей пребывание в Диоскуриде римского легата Флавия Арриана.